# Santa Olga (Panguipulli)
Santa Olga es un caserío de la comuna de Panguipulli, Región de Valdivia, Chile, ubicado en el sector suroeste del territorio comunal. 
Cerca se encuentran las localidades de Dollinco y Pichipichoy.
En este caserío se encuentra la Escuela Rural Cacique Aillapan.

## Hidrología
Santa Olga se localiza en las orillas del Río Mañío, tributario del Río San Pedro.

## Accesibilidad y transporte
Santa Olga se encuentra a 20,9 km de Panguipulli a través de la Ruta T-39.